# Кан, Рудольф Валентинович
Кан Рудольф Валентинович — Гранд - мастер Таэквон-до (ИТФ) 9 Дан, инструктор, судья международного класса. Пионер боевых искусств в СССР и один из основоположников Таэквон-до на территории СССР. Известный тренер Таэквон-до и создатель спортивно-профессионального клуба Таэквон-до имени Генерала Чой Хонг Хи в Москве. Автор книги «Путь познания Таэквон-До». Основатель понятия биомеханики в Таэквон-До.

## Биография
Родился 15 июля 1959 года, в Казахстане (СССР). После окончания школы в 1976 г. стал студентом Московского государственного университета путей сообщения (Выпускник МИИТ 1981). В это же время начал заниматься восточными единоборствами в знаменитой школе каратэ «СЭНЭ» Алексея Штурмина на «Маяковке». В 1979 г. — 1981 г. занимался в центральной школе каратэ на Цветном бульваре во дворце спорта «Трудовые резервы». Тренерами были Виталий Пак, Алексей Штурмин. Является обладателем коричневого пояса по школе «СЭНЭ».
После окончания института вернулся в Казахстан и начал работать по специальности, но продолжал заниматься боевыми искусствами. Вскоре открыл собственную школу каратэ.
В 1989 году начал заниматься Таэквон-до, пришедшим в 1988 году в СССР из Кореи восточным боевым искусством. На протяжении 6 лет обучался у мастеров таэквон-до из Кореи, таких как : Ли Хен Гук 5 дан, Хо Бон Сик 6 дан, Ли Чуль Дин 7 дан.
В 1990 г. создал Уштобинскую городскую федерацию таэквон-до в Республике Казахстан, г. Уш-Тобе. Возглавил сборную команду по таэквон-до ИТФ Республики Казахстан. В качестве тренера сборной выезжал на международные соревнования по Таэквон-до, где его команда создавала серьёзную конкуренцию и занимала призовые места, борясь за место на пьедестале с вечными фаворитами соревнований спортсменами из Северной Кореи.
В 1994 переезжает на Дальний Восток в город Уссурийск, где создает Уссурийскую городскую федерацию таэквон-до ИТФ. В это же время лично знакомится с основателем таэквон-до гранд мастером генералом Чой Хон Хи 9 дан.
В 1995 г. создает межрегиональную общественную организацию «Союз федерации таэквон-до ИТФ Дальневосточного региона» в городе Владивосток, с правом проведения аттестации и осуществления независимого оформления документов на даны.
В апреле 1995 года по приглашению Мастера Кан Р. В. генерал Чой Хонг Хи посещает дальневосточный регион России, где дает учебные 3-х дневные семинары во Владивостоке, Южно-Сахалинске И Хабаровске. Мастер Кан Р. В. сопровождает и ассистирует Чой Хонг Хи на этих семинарах, во время которых удостаивается его именной рукописи.
В 1997 году создает региональную общественную организацию федерацию таэквон-до ИТФ Карачаево-Черкесской Республики в городе Черкесск.
Двумя годами позже в 1999 году основывает федерацию таэквон-до г. Ставрополя (Ставропольская школа таэквон-до ИТФ).
С 2001 года живёт в Москве. В 2003 году создал Ассоциацию профессиональных клубов таэквон-до ИТФ России (г. Москва).
В 2005 г. создал спортивно-профессиональный клуб таэквон-до ИТФ имени генерала Чой Хонг Хи в городе Москве.

С 2006 г является членом Российского Союза Боевых искусств.
В 2009 году создает Общероссийскую  Общественную организацию "Всероссийская федерация развития таэквон-До".
В 2022 году создает Международный спортивный союз "Эволюционная Международная Федерация Таэквон-До".
Гранд - мастер Кан Р. В. является практикующим тренером в своем клубе, проводит учебные семинары по таэквон-до (ИТФ). Каждый год, летом проводит 7-дневные учебно-тренировочные курсы по Таэквон-до (ИТФ), в котором могут принять участие первые заявившиеся 10 человек.
Гранд - мастер Кан Р. В. является автором книги под названием «Путь познания Таэквон-до», в которой можно найти ответы на многие вопросы связанные с Таэквон-до, где он делится своим многолетним опытом в боевых искусствах и в Таэквон-до (ИТФ) и видением развития этого вида восточного единоборства. Является основателем понятия биомеханики Таэквон-до.
Лейтмотив книги — «Выполнение движений в Таэквон-до с точки зрения законов биомеханики — единственный путь к единой технике и единому Таэквон-до».
В ноябре 2019 года состоялась презентация английской версии книги.
Женат. Имеет двух дочерей. Обе занимаются таэквон-до с детских лет.
- Старшая дочь Валентина является двукратной чемпионкой мира по Таэквон-до (ИТФ), программист по образованию.
- Младшая дочь Александра является трехкратной чемпионкой мира по Таэквон-до (ИТФ), архитектор по образованию.

## Спортивная деятельность
- 1993 г. — 1996 г. главный тренер сборной по таэквон-до ИТФ Республики Казахстан.
- 1990 г. — создал Уштобинскую городскую федерацию таэквон-до (Республика Казахстан, г. Уш-Тобе).
- 1993 г. — создал Талды-Курганскую областную федерацию таэквон-до ИТФ (Республика Казахстан, г. Талды-Курган).
- 1994 г. — создал Уссурийскую городскую федерацию таэквон-до ИТФ (г. Уссурийск).
- 1995 г. — создал межрегиональную общественную организацию «Союз федерации таэквон-до ИТФ Дальневосточного региона», с правом проведения аттестации и осуществления независимого оформления документов на даны (г. Владивосток).
- 1997 г. — создал региональную общественную организацию федерацию таэквон-до ИТФ Карачаево-Черкесской Республики (г. Черкесск).
- 1999 г. — создал федерацию таэквон-до г. Ставрополя (Ставропольская школа таэквон-до ИТФ).
- 2001 г. — создал Норильскую городскую федерацию таэквон-до ИТФ (г. Норильск).
- 2001 г. — оказание помощи в создании федерации таэквон-до ИТФ в Таймырском (Долгано-Ненецком) АО. (г. Дудинка).
- 2002 г. — инициатор создания Российской межрегиональной общественной организации «Федерация Таэквон-до ИТФ» (г. Москва).
- 2003 г. — создал Ассоциацию профессиональных клубов таэквон-до ИТФ России (г. Москва).
- 2005 г. — создал спортивно-профессиональный клуб таэквон-до ИТФ «имени Чой Хонг Хи» (г. Москва).
- С 2004 г. — 2007 г. Возглавлял Российскую межрегиональную общественную организацию «Федерация Таэквон-до ИТФ», представляющую Россию в Международной федерации Таэквон-до (ИТФ).
- В августе 2007 г. назначен Вице-Президентом Технического комитета Международной Федерации Таэквон-до (ИТФ).
- 2009 г. — один из инициаторов создания Общероссийской общественной организации «Всероссийская федерация развития Таэквон-до ИТФ»'
- 2012 г. — назначен Президентом технического комитета Международной федерации Таэквон-до (ИТФ) со штаб-квартирой в Сеуле (Южная Корея).
- 2013 г. — руководил 4-м культурно-развлекательным туром на Родине Таэквон-до (Туль-тур, Tul Tour) Российской делегации по Таэквон-до (ИТФ) в количестве 52 человек.
- 2015 г. — Избран президентом Общероссийской  Общественной организацию "Всероссийская федерация развития таэквон-До" и по настоящее время его возглавляет. http://taekwondo-rus.ru
- 2020 г. — Присвоен черный пояс 9 -Дан Таэквон-До (ИТФ) Международной Федерацией Таэквон-До со Штаб-квартирой в Южной Корее.
- 2022 г. —  Избран президентом Международного спортивного союза "Эволюционная Международная Федерация Таэквон-До" и по настоящее время его возглавляет. https://www.evolutionaryitf.com

## Тренерские заслуги
- II место Чемпионата Мира — командный спарринг; сборная команда Казахстана (Польша; 1992 г.)
- II место Чемпионата Мира — командный тыль; сборная команда Казахстана (Польша; 1992 г.)
- I место Чемпионата Мира — Кан Александра; личный тыль; в составе сборной России (Северная Корея; 2000 г.)
- I место Чемпионата Европы — Кан Александра; личный тыль; в составе сборной России (Испания; 2000 г.)
- I место Чемпионата Евразии — Кан Валентина; личный тыль; в составе сборной России (Казахстан; 2004 г.)
- I место Чемпионата Мира — Кан Валентина, личный тыль; в составе сборной России (Южная Корея;2004 г.)
- I место Чемпионата Мира — Кан Валентина, личный тыль; в составе сборной России (Англия;2007 г.)
- I место Чемпионата Мира — Кан Александра, личный тыль; в составе сборной России (Англия;2007 г.)
- I место Чемпионата Мира — Кан Александра, личный тыль; в составе сборной России (Южная Корея;2010 г.)
- I место Первенства Мира — Хван Алексей, командный тыль; в составе сборной России (Южная Корея;2010 г.)
- I место Первенства Мира — Хван Алексей, личный тыль; в составе сборной России (Канада;2012 г.)
- I место Первенства Мира — Акилин Евгений, личный спарринг; в составе сборной России (Канада;2012 г.)